# 瑪麗·哈尼
瑪麗·哈尼（1953年3月11日—）是愛爾蘭的前政治家，曾是愛爾蘭衛生和儿童部長兼下議院議員(TD)。

## 生平
她在1997年到2006年曾任愛爾蘭副總理，並於1997年至2004年擔任爱尔兰企业、贸易和就业部长。擔任企業貿易及就業部部長期間，正值愛爾蘭經濟起飛的日子，她曾多次前往美國矽谷親自獵頭及尋找投資者，被認為是愛爾蘭新經濟的代表人物。
哈尼曾於1993年到2006年及2007年到2008年擔任愛爾蘭進步民主黨黨魁。在兩度任期間的2007年，由於繼任人迈克尔·麦克道尔在2007年的大選中喪失議席，使她再次領導愛爾蘭進步民主黨。2009年，哈尼退出愛爾蘭進步民主黨，成為獨立議員。2011年離開政界。

## 外部連結
- Mary Harney's profile on the Progressive Democrat party website